# Fechteuropameisterschaften 1999
Die Europameisterschaften im Fechten 1999 fanden in Bozen statt. Bei den Herren wurden Wettbewerbe im Degen, Florett und Säbel ausgetragen, bei den Damen wurde Florett und Degen gefochten, erstmals fand auch ein Wettbewerb im Damensäbel-Einzel statt. Da der dritte Platz im Einzel nicht ausgefochten wurde, erhielten beide Halbfinalisten eine Bronzemedaille. Erfolgreichste Nation mit elf Medaillen war Italien.

## Herren

### Degen (Einzel)
| Platz | Sportler            | Land |
| ----- | ------------------- | ---- |
| 1     | Rémy Delhomme       | FRA  |
| 2     | Alfredo Rota        | ITA  |
| 3     | Bartłomiej Kurowski | POL  |
| 3     | Pawel Kolobkow      | RUS  |

### Degen (Mannschaft)
| Platz | Land        | Sportler                                                              |
| ----- | ----------- | --------------------------------------------------------------------- |
| 1     | Italien     | Sandro Cuomo Paolo Milanoli Alfredo Rota David Schaier                |
| 2     | Frankreich  | Hugues Obry Éric Srecki Jean-François Di Martino Rémy Delhomme        |
| 3     | Deutschland | Arnd Schmitt Marc-Konstantin Steifensand Jörg Fiedler Michael Flegler |

### Florett (Einzel)
| Platz | Sportler        | Land |
| ----- | --------------- | ---- |
| 1     | Salvatore Sanzo | ITA  |
| 2     | Sławomir Mocek  | POL  |
| 3     | Javier Menéndez | SPA  |
| 3     | Márk Marsi      | HUN  |

### Florett (Mannschaft)
| Platz | Land       | Sportler                                                           |
| ----- | ---------- | ------------------------------------------------------------------ |
| 1     | Italien    | Salvatore Sanzo Alessandro Puccini Daniele Crosta Gian Marco Amore |
| 2     | Frankreich |                                                                    |
| 3     | Polen      |                                                                    |

### Säbel (Einzel)
| Platz | Sportler        | Land |
| ----- | --------------- | ---- |
| 1     | Wiradech Kothny | GER  |
| 2     | Luigi Tarantino | ITA  |
| 3     | Julien Pillet   | FRA  |
| 3     | Dan Găureanu    | ROM  |

### Säbel (Mannschaft)
| Platz | Land       | Sportler                                                   |
| ----- | ---------- | ---------------------------------------------------------- |
| 1     | Frankreich | Matthieu Gourdain Julien Pillet Cédric Séguin Damien Touya |
| 2     | Rumänien   |                                                            |
| 3     | Italien    |                                                            |

## Damen

### Degen (Einzel)
| Platz | Sportler        | Land |
| ----- | --------------- | ---- |
| 1     | Imke Duplitzer  | GER  |
| 2     | Elisa Uga       | ITA  |
| 3     | Claudia Bokel   | GER  |
| 3     | Denise Holzkamp | GER  |

### Degen (Mannschaft)
| Platz | Land     | Sportler                                                              |
| ----- | -------- | --------------------------------------------------------------------- |
| 1     | Italien  | Cristina Cascioli Elisa Uga Sara Christina Cometti Margherita Zalaffi |
| 2     | Russland |                                                                       |
| 3     | Ungarn   |                                                                       |

### Florett (Einzel)
| Platz | Sportler             | Land |
| ----- | -------------------- | ---- |
| 1     | Valentina Vezzali    | ITA  |
| 2     | Monika Weber         | GER  |
| 3     | Laura Badea          | ROM  |
| 3     | Annamaria Giacometti | ITA  |

### Florett (Mannschaft)
| Platz | Land     | Sportler                                                                 |
| ----- | -------- | ------------------------------------------------------------------------ |
| 1     | Italien  | Diana Bianchedi Annamaria Giacometti Giovanna Trillini Valentina Vezzali |
| 2     | Rumänien |                                                                          |
| 3     | Ungarn   |                                                                          |

### Säbel (Einzel)
| Platz | Sportler          | Land |
| ----- | ----------------- | ---- |
| 1     | Jelena Schemajewa | AZE  |
| 2     | Cécile Argiolas   | FRA  |
| 3     | Edina Csaba       | HUN  |
| 3     | Natalja Makejewa  | RUS  |

## Medaillenspiegel
| Platz  | Land          | Gold | Silber | Bronze | Gesamt |
| ------ | ------------- | ---- | ------ | ------ | ------ |
| 1      | Italien       | 6    | 3      | 2      | 11     |
| 2      | Frankreich    | 2    | 3      | 1      | 6      |
| 3      | Deutschland   | 2    | 1      | 3      | 6      |
| 4      | Aserbaidschan | 1    | 0      | 0      | 1      |
| 5      | Rumänien      | 0    | 2      | 2      | 4      |
| 6      | Polen         | 0    | 1      | 2      | 3      |
| 6      | Russland      | 0    | 1      | 2      | 3      |
| 8      | Ungarn        | 0    | 0      | 4      | 4      |
| 9      | Spanien       | 0    | 0      | 1      | 1      |
| Gesamt | Gesamt        | 11   | 11     | 17     | 39     |